# Ивелина Димитрова
Ивелина Димитрова е български телевизионен продуцент, дългогодишен журналист в БНТ, наназначена от президента Румен Радев за член на Съвета за електронни медии с мандат 2018 – 2024 година. Тя подава оставка през юни 2021 година в знак на несъгласие с работата на СЕМ по различни казуси и проблеми и мандатът ѝ е довършен от Соня Момчилова.

## Биография
Ивелина Димитрова е магистър по право и магистър по социални дейности, политики и здравноосигурителни системи на Великотърновския университет „Св. св. „Кирил и Методий“.
Започва журналистическата си кариера в БНТ през 1996 г. в „Новини и актуални предавания“. Автор и продуцент на следните предавания на Българската национална телевизия: „Денят отблизо“, „Малки истории“, „Едни от нас“, здравното риалити Зелената линейка“, на което е била и водещ, както и на множество документални филми, обществени и социални телевизионни кампании.
Носител е два пъти на званието „Достоен българин“ в категория медии за провеждане на кампанията на БНТ и Столична община „Училище без бариери“ през 2007 г. и отново през 2014 г. за реализирането на обществения формат „Зелената линейка“. Носител е на награди за телевизионна журналистика в областта на социалната публицистика, документалистиката и др. Дългогодишен член на Съюза на българските журналисти.
През 2018 г. президентът Румен Радев назначава Димитрова в Съвета за електронни медии на мястото на Мария Стоянова.
На 28 юни 2021 г. Димитрова подава оставка в знак на несъгласие с работата на СЕМ, неглежиране на важни въпроси и проблеми, касаещи медиите, липса на достатъчна активност по различни казуси, свързани с обществената телевизия и нейното ръководство, както и по казусът, възникнал между генералния директор на БНТ Емил Кошлуков и служебния министър на културата проф. Велислав Минеков. по повод прекъсване на програмата на БНТ за излъчване на брифинг на политическа партия.